# 绅士杰克
《绅士杰克》（英語：Gentleman Jack）是一部英美合拍的古装电视剧，由萨利·温莱特制作。故事开始于1832年的約克郡，由蘇蘭·瓊斯饰演地主和实业家安妮·李斯特。该剧以李斯特的日记为基础改编，日记总共包含400多万字，主要以密码编写的部分记录了李斯特一生中的女同性恋关系。
《绅士杰克》于2019年4月22日在美国的HBO首播，2019年5月19日在BBC第一台播出。2019年5月23日BBC第一台宣布续订第二季。2022年7月，HBO在第二季後取消本劇。

## 角色

### 主要
- 蘇蘭·瓊斯 饰演 安妮·李斯特
- 蘇菲·朗朵 饰演 安·沃克（Ann Walker）
- Joe Armstrong（英语：Joe Armstrong (actor)） 饰演 Samuel Washington
- Amelia Bullmore（英语：Amelia Bullmore） 饰演 Eliza Priestley
- Rosie Cavaliero（英语：Rosie Cavaliero） 饰演 Elizabeth Cordingley
- Gemma Whelan（英语：Gemma Whelan） 饰演 Marian Lister
- 珍瑪·鍾斯 饰演 Aunt Lister （在2010年的《安妮·李斯特的秘密日记（英语：The Secret Diaries of Miss Anne Lister）》中饰演相同角色）
- Timothy West（英语：Timothy West） 饰演 Jeremy Lister（英语：Jeremy Lister）
- Tom Lewis 饰演 Thomas Sowden

### 常设
- Stephanie Cole（英语：Stephanie Cole） 饰演 Aunt Ann Walker
- George Costigan（英语：George Costigan） 饰演 James Holt
- 彼得·戴維森 饰演 William Priestley
- Shaun Dooley（英语：Shaun Dooley） 饰演 Jeremiah Rawson
- Vincent Franklin（英语：Vincent Franklin） 饰演 Christopher Rawson
- Lydia Leonard（英语：Lydia Leonard） 饰演 Marianna Lawton
- Katherine Kelly（英语：Katherine Kelly (actress)） 饰演 Elizabeth Sutherland
- Albane Courtois 饰演 Eugénie Pierre
- Ben Hunter 饰演 Joseph Booth

### 客串
- Jodhi May（英语：Jodhi May） 饰演 Vere Hobart
- Anthony Flanagan（英语：Anthony Flanagan） 饰演 Sam Sowden
- Rupert Vansittart（英语：Rupert Vansittart） 饰演 Charles Lawton
- Sylvia Sims（英语：Sylvia Sims） 饰演 Mrs. Rawson
- 布倫丹·派翠克 饰演 Reverend Thomas Ainsworth
- Sofie Gråbøl（英语：Sofie Gråbøl） 饰演 Queen Marie of Denmark（英语：Marie of Hesse-Kassel）

## 各集列表
| 集數 | 標題                                         | 導演          | 編劇        | 美国播出时间  | 英国播出时间  | 美国收視人數 （百萬） | 英国收视人数 （百万） |
| ---- | -------------------------------------------- | ------------- | ----------- | ------------- | ------------- | --------------------- | --------------------- |
| 1    | I Was Just Passing                           | 萨利·温莱特   | 萨利·温莱特 | 2019年4月22日 | 2019年5月19日 | 0.441                 | 6.70                  |
| 2    | I Just Went There To Study Anatomy           | 萨利·温莱特   | 萨利·温莱特 | 2019年4月29日 | 2019年5月26日 | 0.437                 | 5.88                  |
| 3    | Oh Is That What You Call It?                 | 莎拉·哈丁     | 萨利·温莱特 | 2019年5月6日  | 2019年6月2日  | 0.338                 | 5.70                  |
| 4    | Most Women Are Dull and Stupid               | 莎拉·哈丁     | 萨利·温莱特 | 2019年5月13日 | 2019年6月9日  | 0.427                 | 5.94                  |
| 5    | Let's Have Another Look at Your Past Perfect | 珍妮弗·佩罗特 | 萨利·温莱特 | 2019年5月20日 | 2019年6月16日 | 0.362                 | 5.59                  |
| 6    | Do Ladies Do That?                           | 珍妮弗·佩罗特 | 萨利·温莱特 | 2019年5月27日 | 2019年6月23日 | 0.499                 | 5.82                  |
| 7    | Why've You Brought That?                     | 萨利·温莱特   | 萨利·温莱特 | 2019年6月3日  | 2019年6月30日 | 0.270                 | 待公佈                |
| 8    | Are You Still Talking?                       | 萨利·温莱特   | 萨利·温莱特 | 2019年6月10日 | 2019年7月7日  | 0.365                 | 待公佈                |

## 背景和制作
2016年11月，编剧萨利·温莱特与Film4和英國電影協會合作，获得慈善组织Wellcome Trust的30,000英镑的编剧奖金。温莱特向媒体透露，她正在撰写一部关于土地所有者，实业家和知识分子安妮·李斯特的连续剧，并将利用这笔资金进一步开展研究。2017年3月，BBC第一台和美国电视网络HBO宣布制作8集电视剧，暂定名为“Shibden Hall（希布登公馆）”，取自李斯特的祖宅名。温莱特与Piers Wenger和Faith Penhale一起被宣布为该剧的导演和执行制片人。温莱特是约克郡人，在希布登公馆附近长大，20多年来一直有雄心壮志要写一部以安妮·李斯特为题材的戏剧。她称李斯特为“给剧作家的礼物”和“英国历史上最活跃，最惊险，最出色的女性之一”。该剧的灵感来自于1998年出版的《女性财富：土地，性别和权威》（Female Fortune: Land, Gender and Authority）一书，作者Jill Liddington。
2017年7月，该剧改名为Gentleman Jack（绅士杰克），宣布由蘇蘭·瓊斯饰演主角安妮·李斯特。温莱特曾与蘇蘭·瓊斯多次合作，认为她能够体现出李斯特所需的“大胆，微妙，精力和幽默”。2018年4月，蘇菲·朗朵宣布参与该片，饰演李斯特的意向配偶安·沃克。
该剧主题曲“Gentleman Jack”由O'Hooley & Tidow编写并演唱。

### 拍摄
外景拍攝地在约克郡和周边地区，包括希布登公馆（Shibden Hall）。

## 发布
BBC第一台于2019年3月8日发布了该剧的预告片，随后于2019年3月18日发布了第一部官方预告片。HBO的第一部预告片也于3月18日发布。

### 播出
《绅士杰克》于2019年4月22日在美国首播，随后于2019年5月19日在英国播出。该剧于2019年5月19日在澳大利亚Fox Showcase上播出。

## 反响
《荷里活報道》将《绅士杰克》描述为一个“有趣、聪明、感人的故事”，有时主角会与摄像机交谈，以解释她的内心想法，允许使用李斯特日记的各个方面。《综艺》指出了这部戏剧的独特之处：“温莱特做出了一个有趣的选择，这无疑是建立了一个关于奉献、信任和合作的成人浪漫故事，这在电视上是罕见的，更不用说在一段时期里的女同性恋角色了。”

## 相关书籍
该剧商業搭配平裝書于2019年4月25日由英国BBC Books以“Gentleman Jack: The Real Anne Lister（绅士杰克：真正的安妮·李斯特）”为标题发行；2019年6月4日在美国由企鵝蘭登書屋以“Gentleman Jack: The Diaries of Anne Lister（绅士杰克：安妮·李斯特的日记）”为标题发行。这本书由Anne Choma撰写，她是该剧的历史顾问。